# Singuéliḱ
Singuéliḱ ou Singeliḱ (en macédonien Сингелиќ), anciennement Hasanbegovo (Хасанбегово), est un grand village situé à Gazi Baba, une des dix municipalités spéciales qui constituent la ville de Skopje, capitale de la Macédoine du Nord. Le village comptait 23 915 habitants en 2002. Il se trouve au nord du quartier de Madjari, à l'extrémité nord-est de l'agglomération de Skopje. Sa relative proximité de la ville ainsi que la croissance démographique le transforment peu à peu en banlieue résidentielle.

## Démographie
Lors du recensement de 2002, le village comptait :
- Macédoniens : 12 449
- Albanais : 8 818
- Roms : 891
- Serbes : 657
- Bosniaques : 407
- Turcs : 316
- Valaques : 83
- Autres : 244